# マルクス・アエミリウス・レピドゥス (紀元前78年の執政官)
マルクス・アエミリウス・レピドゥス（ラテン語: Marcus Aemilius Lepidus, 紀元前120年 - 紀元前77年）は、共和政ローマ後期の政務官。第二回三頭政治の一頭であるマルクス・アエミリウス・レピドゥスの父である。

## 略歴
アエミリウス氏族はローマのパトリキ（貴族）であり、ノビレスであったが、紀元前126年の同名の執政官からしばらく振るわなかった。ルキウス・アップレイウス・サトゥルニヌスの親戚であるアップレイアと結婚したレピドゥスは、同盟市戦争ではグナエウス・ポンペイウス・ストラボの配下として戦い、恐らくその息子グナエウス・ポンペイウスとの面識を得たと考えられる。
紀元前81年、プラエトルに選出されると、翌年はプロプラエトルとしてシキリアを担当した。
スッラの最晩年、紀元前78年に執政官に就任した。スッラ派の対立候補を抑えての当選で、同僚はスッラ派のクィントゥス・ルタティウス・カトゥルス・カピトリヌスであった。スッラの死後、カトゥルスとその葬儀について対立したが、結局ポンペイウスの支持もあり、カトゥルスの主張する国葬が行われた。
その後、エトルリアのファエスラエで、スッラの退役兵植民が住民らに襲われる事件が起り、両執政官が鎮圧に向かった。しかし、レピドゥスはファエスラエ側につき、元老院が選挙開催のため召喚したのも無視し、逆に翌年の執政官に就任することを要求した。共和政史上4度目のセナトゥス・コンスルトゥム・ウルティムム（元老院最終決議）が行われ、ローマ市へ進撃したもののカトゥルスに敗北。コサからサルディニアへ逃亡したものの、その地で病死した。副官であったマルクス・ユニウス・ブルトゥス (紀元前83年の護民官)（マルクス・ユニウス・ブルトゥスの父）は、ガリア・キサルピナでポンペイウスに討たれた。